# Oberlandesgericht Bernburg
Das Oberlandesgericht Bernburg war von 1850 bis 1863 ein Appellationsgericht für das Herzogtum Anhalt-Bernburg mit Sitz in Bernburg.

## Geschichte
Mit der Märzrevolution war eine umfassende Verwaltungs- und Justizreform verbunden. Die Trennung der Rechtsprechung von der Verwaltung wurde eingeführt und die Patrimonialgerichte wurden abgeschafft. Die Verwaltungsaufgaben übernahmen die Kreisdirektionen und die Gerichtsfunktionen die Kreisgerichte und Kreisgerichtskommissionen. Als Instanzengericht wurde das Oberlandesgericht Bernburg gebildet. Dieses war nicht mit einem heutigen Oberlandesgericht vergleichbar, sondern hatte die Funktion eines Appellationsgerichtes. Darüber stand das Preußische Obertribunal als letzte Instanz.
Das Oberlandesgericht Bernburg war Appellationsgericht für die Entscheidungen der beiden Kreisgerichte:
- Kreisgericht Bernburg
- Kreisgericht Ballenstedt

Im Jahre 1863 ging Anhalt-Bernburg in Anhalt-Dessau auf, und ein gemeinsames Herzogtum Anhalt entstand. In diesem Kontext erfolgte erneut eine Neuordnung der Justiz. Das Oberappellationsgericht Jena war nun für das ganze Herzogtum als letzte Instanz zuständig. Das Oberlandesgericht Bernburg wurde aufgehoben, seine Aufgabe übernahm das Oberlandesgericht Dessau. Eingangsinstanz bildeten die fünf bestehenden Kreisgerichte Dessau, Köthen, Zerbst (Landesteil Dessau-Köthen), Bernburg und Ballenstedt (Landesteil Bernburg).